# 곡면 종수
위상수학에서 곡면 종수(曲面種數, 영어: genus of a surface)는 연결 콤팩트 유향 곡면을 완전히 분류하는, 음이 아닌 정수 값을 가진 위상 불변량이다. 비가향 곡면이나 대수곡선에 대해서도 정의된다.

## 정의

### 위상수학

#### 유향 곡면

이 애니메이션에 나오는 커피잔과 도넛은 모두 종수 1이다.

연결 유향 곡면의 종수는 결과 다양체의 연결성을 보존하고 교차하지 않는 닫힌 단순 곡선을 따라 자를 수 있는 최대 절단 수를 나타내는 정수이다. 이때 종수는 손잡이의 수와 같다고도 할 수 있다. 2차원 연결 다양체 {\displaystyle \Sigma }가 다음과 같은 연결합과 위상 동형이라고 하자.
{\displaystyle \Sigma \cong (\mathbb {T} ^{2})^{\#g}}
여기서 {\displaystyle \mathbb {T} ^{2}=\mathbb {S} ^{1}\times \mathbb {S} ^{1}}은 2차원 원환면이다. 이 경우, {\displaystyle \Sigma }의 종수가 {\displaystyle g\in \mathbb {N} }라고 한다. 마찬가지로, 위상 동형 대신 미분 동형의 개념을 사용할 수 있다. 그러나 2차원에서는 모든 다양체는 유일하게 매끄러움 구조를 가지며, 모든 위상 동형은 미분 동형과 호모토픽하므로 상관이 없다.  또는, 닫힌 곡면의 경우, 오일러 특성과 종수의 관계 {\displaystyle \chi =2-2g}를 통해 정의할 수 있다. 여기서 g는 종수이다. b개의 경계 구성 요소가 있는 곡면의 경우 방정식은 {\displaystyle \chi =2-2g-b}이다. 순진한 용어로, 종수는 다양체에 있는 "구멍"의 수이다("구멍"은 도넛 구멍이라는 의미로 해석되며 종수가 0인 구는 이러한 의미에서 구멍이 없는 것으로 본다). 원환면에는 이러한 구멍이 1개 있는 반면 구에서는 0개이다.
예를 들어:
- 구 S2와 원판은 모두 종수가 0이다.
- 원환면은 손잡이가 있는 커피 잔의 곡면과 마찬가지로 종수 1을 가진다. 이것이 "위상수학자들은 커피잔과 도넛을 구분할 수 없는 사람들이다."라는 농담의 출처이다.

종수 g인 곡면의 명시적 구성은 기본 다각형에 대한 문서에 나와 있다.
간단히 말해서, 유향 곡면 종수 값은 그것이 가지고 있는 "구멍"의 수와 같다.

#### 비가향 곡면
비가향 닫힌 연결 곡면의 방향이 지정되지 않는 종수, 비가향 종수, 반종수 또는 오일러 종수는 구에 연결된 교차모의 수를 나타내는 양의 정수이다. 또는 오일러 특성과의 관계 {\displaystyle \chi =2-k}를 통해 닫힌 곡면에 대해 정의할 수 있다. 여기서 k는 비가향 종수이다.
예를 들어:
- 실 사영 평면은 비가향 종수 1이다.
- 클라인 병은 비가향 종수 2이다.

#### 매듭
매듭 K의 종수는 K에 대한 모든 자이페르트 곡면의 최소 종수로 정의된다. 그러나 매듭의 자이페르트 곡면은 경계 다양체이며 경계는 매듭, 즉 단위원과 동형이다. 이러한 곡면의 종수는 경계를 따라 단위 원판을 접착하여 얻은 2-다양체의 종수로 정의된다.

#### 손잡이 다양체
3차원 손잡이 다양체의 종수는 결과 다양체를 분리하지 않고 매장된 원판을 따라 최대 절단 수를 나타내는 정수이다. 손잡이의 수와 같다.
예를 들어:
- 공은 종수가 0이다.
- 원환체 {\displaystyle D^{2}\times S^{1}}는 종수 1이다.

#### 그래프 이론
그래프의 종수는 그래프가 자체적으로 교차하지 않고 n\개의 손잡이가 있는 구(즉, 종수 n 의 유향 곡면)에서 그려질 수 있는 최소 정수 n이다. 따라서 평면 그래프는 자체 교차 없이 구에 그릴 수 있기 때문에 종수 0이다.
그래프의 비방향성 종수는 그래프가 n 교차모가 있는 구(즉, (비방향성) 종수 n 의 비방향성 곡면)에 교차하지 않고 그려질 수 있는 최소 정수 n이다. (이 숫자는 반종수 라고도 한다. )
오일러 종수는 최소 정수 n 이므로 그래프가 n개의 교차모이 있는 구 또는 n/2 핸들이 있는 구에서 교차하지 않고 그려질 수 있다.
위상 그래프 이론에는 군의 종수에 대한 몇 가지 정의가 있다. Arthur T. White는 다음 개념을 도입했다. 군 G 의 종수은 G에 대한 (연결된 무방향) 케일리 그래프의 최소 종수이다.
그래프 종수 문제는 NP-완전이다.

### 대수 기하학
사영 대수 스킴 X의 종수에 대한 산술 종수 및 기하 종수 두 가지 정의가 있다: X가 체에서 정의된 대수 곡선이고 X에 특이점이 없으면 이러한 정의는 X의 리만 곡면 (복소 다양체)에 적용된 위상수학적 종수의 정의와 일치한다. 예를 들어, 대수 기하학에서 타원 곡선의 정의는 주어진 유리점이 있는 종수 1의 비특이 사영 곡선과 연결 된다.
리만-로흐 정리에 의해 기약 평면 {\displaystyle d}차 곡선 단면 {\displaystyle s\in \Gamma (\mathbb {P} ^{2},{\mathcal {O}}_{\mathbb {P} ^{2}}(d))}의 영점 궤적에 의해 주어진 기하학적 종수를 갖는다.
{\displaystyle g={\frac {(d-1)(d-2)}{2}}-s}
여기서 s는 적절하게 계산된 특이점의 수이다.

### 미분 기하학
미분 기하학에서 유향 다양체 {\displaystyle M}의 종수는 다음 조건이 성립하는 복소수 {\displaystyle \Phi (M)}로 정의할 수 있다.
- {\displaystyle \Phi (M_{1}\amalg M_{2})=\Phi (M_{1})+\Phi (M_{2})}
- {\displaystyle \Phi (M_{1}\times M_{2})=\Phi (M_{1})\cdot \Phi (M_{2})}
- {\displaystyle \Phi (M_{1})=\Phi (M_{2})} if {\displaystyle M_{1}} and {\displaystyle M_{2}} are conordant.

다시 말해서, {\displaystyle \Phi }는 환 준동형 {\displaystyle R\to \mathbb {C} }이다 , 여기서 {\displaystyle R}은 톰의 유향 보충 경계 환이다.
종수 {\displaystyle \Phi }는 다음과 같은 경우 연결된 콤팩트 구조를 가진 스피너 다양체의 모든 다발에 대한 곱셈이다. {\displaystyle \log _{\Phi }}가 어떤 {\displaystyle \delta ,\varepsilon \in \mathbb {C} }에 대해 {\displaystyle \log _{\Phi }(x)=\int _{0}^{x}(1-2\delta t^{2}+\varepsilon t^{4})^{-1/2}dt} 인 타원 적분이면 이 종수를 타원형 종수라고 한다.
오일러 특성 {\displaystyle \chi (M)}은 보충 경계과 관련하여 변하기 때문에 이런 의미에서 종수가 아니다.

## 성질
2차원 연결 콤팩트 다양체들은 종수로서 (위상 동형 또는 미분 동형 아래) 완전히 분류된다.
2차원 연결 콤팩트 다양체의 오일러 지표는 다음과 같다.
{\displaystyle \chi (\Sigma )=2-g(\Sigma )}

## 예
각 종수에 따른 곡면은 다음과 같다.

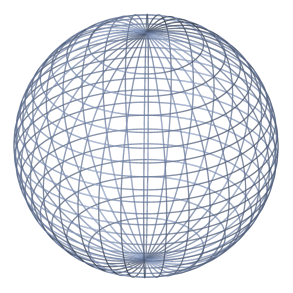
종수 0 곡면(구)
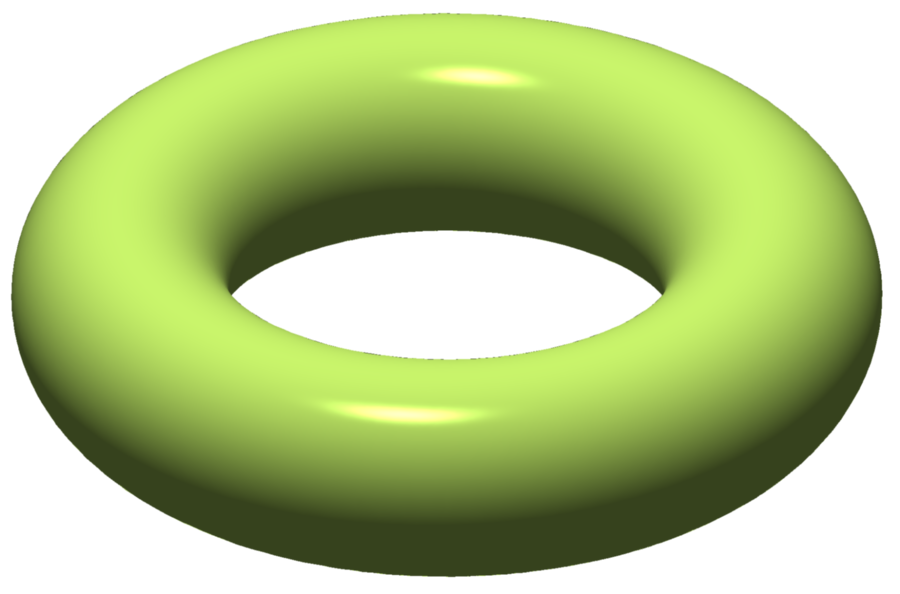
종수 1 곡면(원환면)
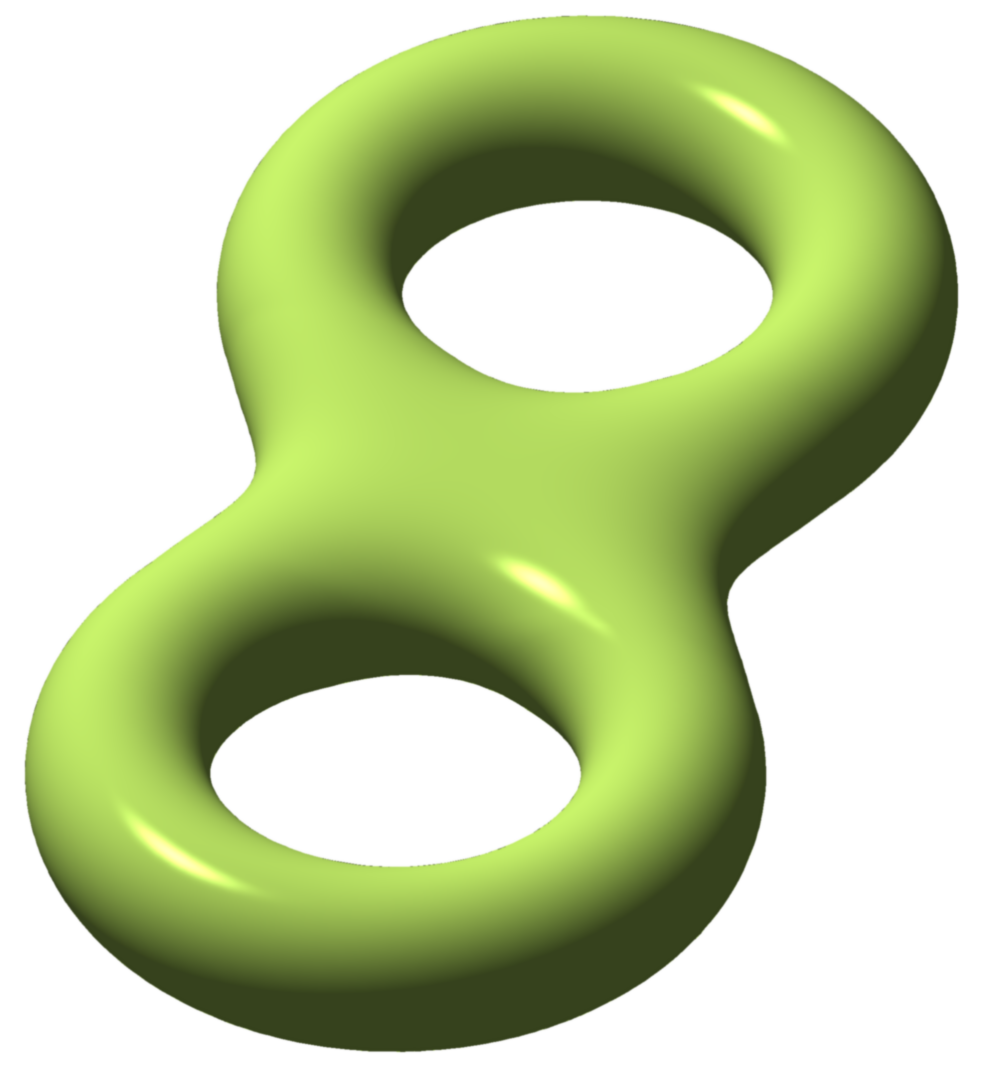
종수 2 곡면
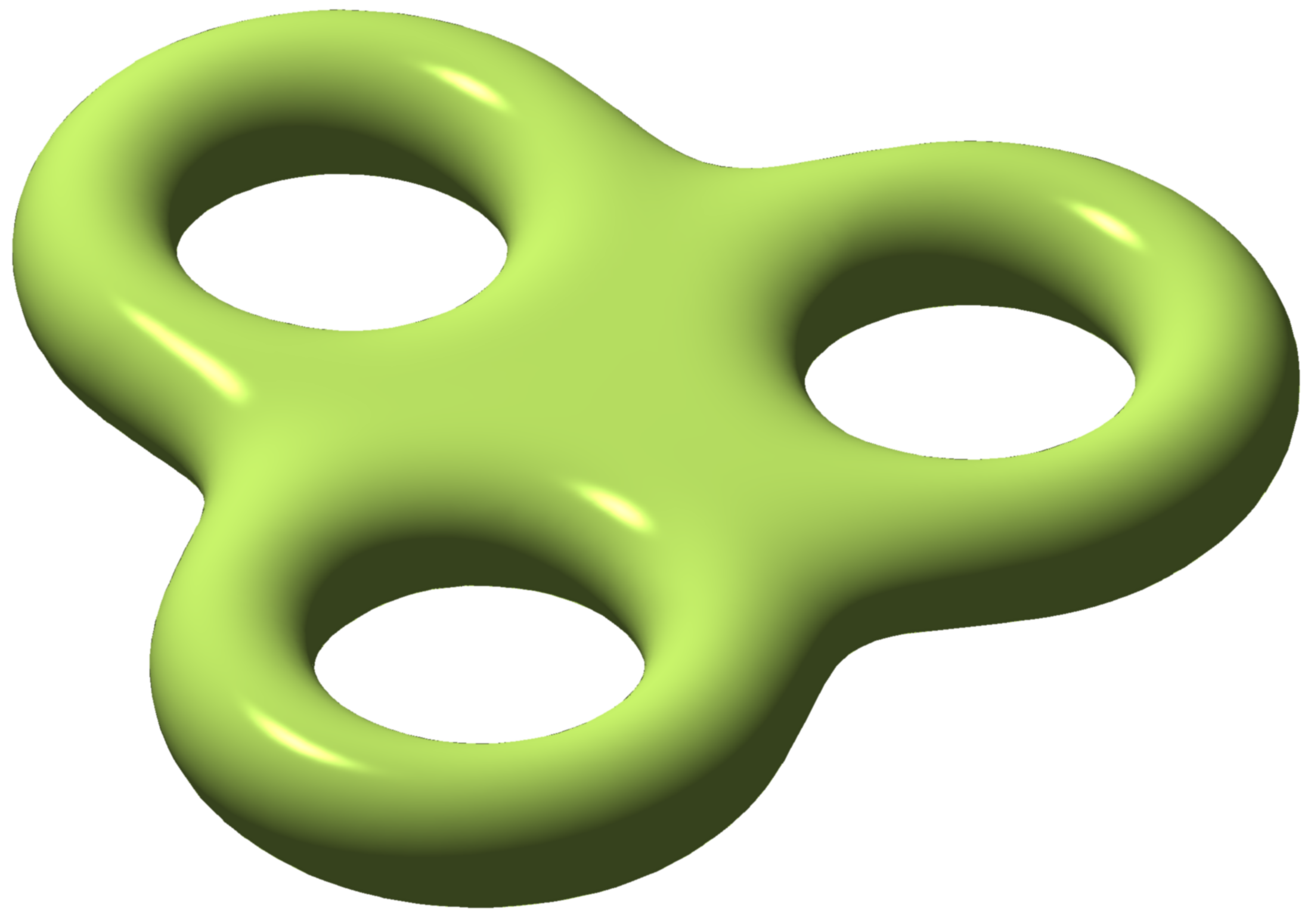
종수 3 곡면
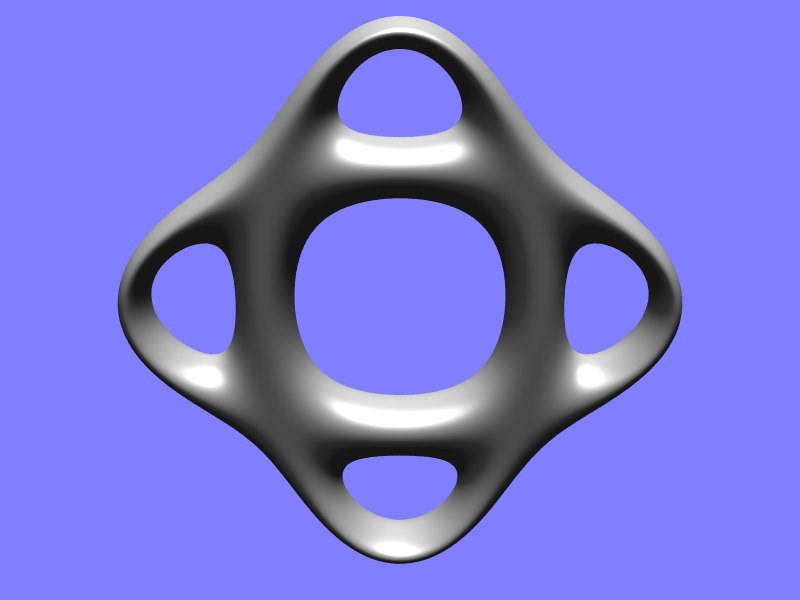
종수 5 곡면
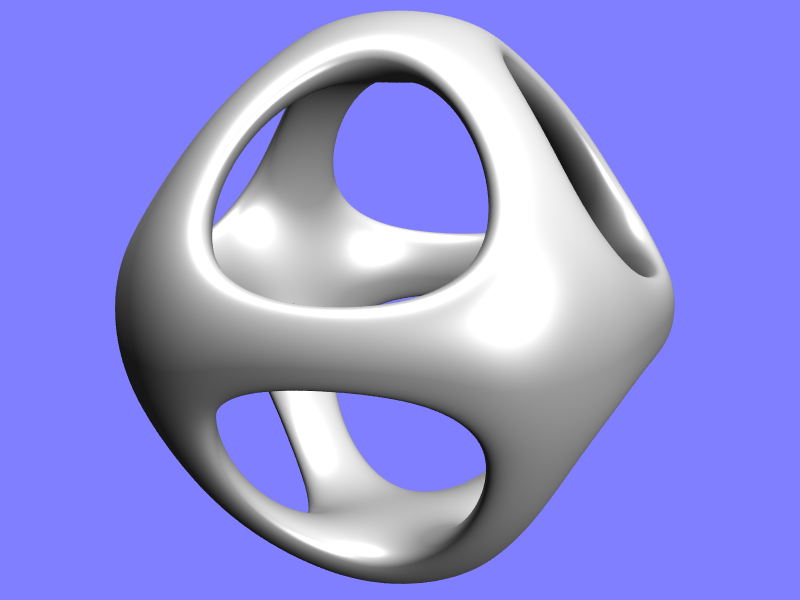
종수 7 곡면

## 같이 보기
- 군 (수학)
- 산술종수
- 기하종수
- 이차 형식 종수